# Václav Kvíčera

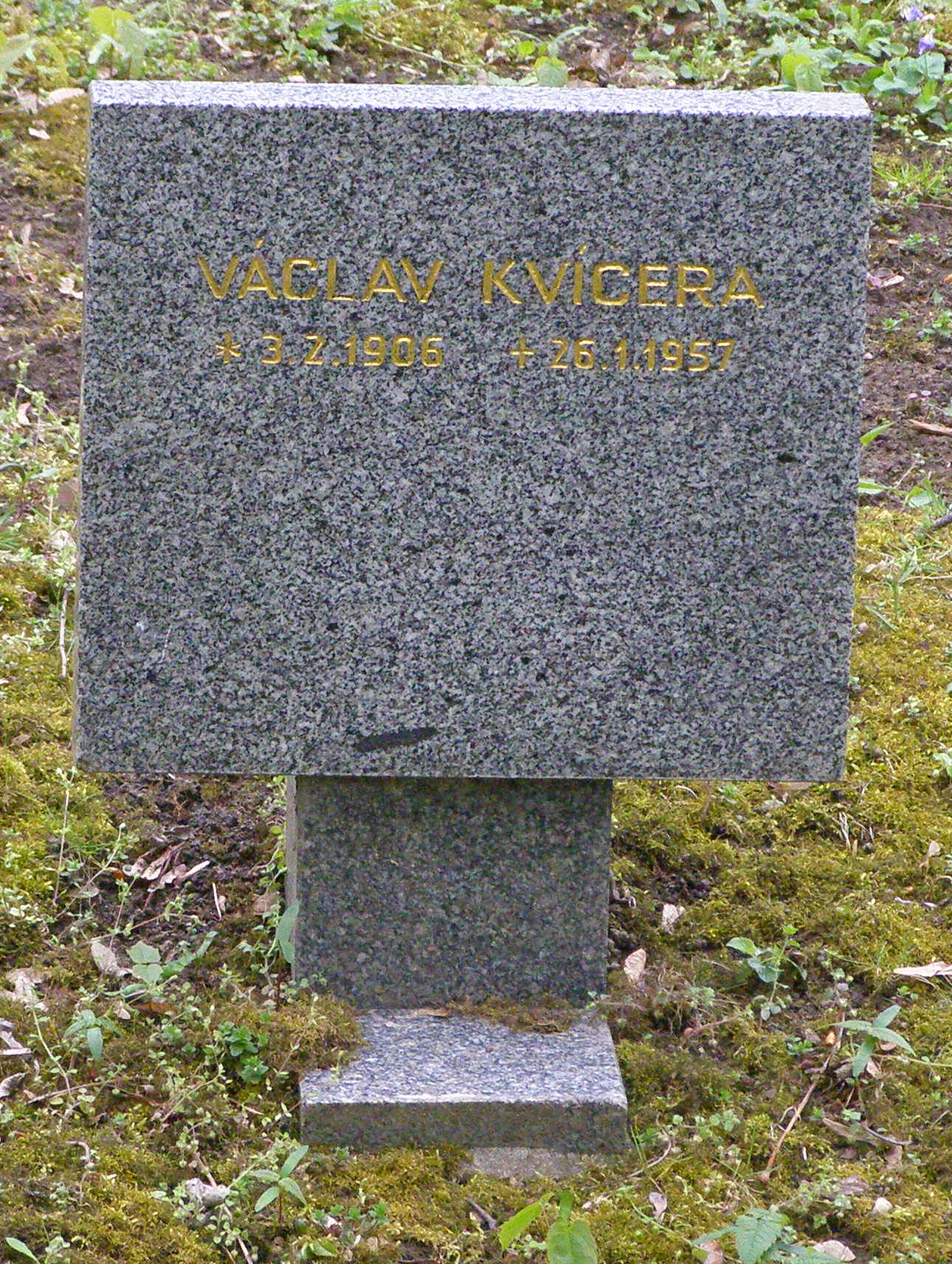
Symbolický hrob na Čestném pohřebišti popravených a umučených z padesátých let – třetí odboj v pražských Ďáblicích

Václav Kvíčera (3. února 1906 Rasošky – 26. ledna 1957 Věznice Pankrác) byl český právník, překladatel, úředník a protikomunistický odbojář odsouzený komunistickým režimem k trestu smrti a popravený v roce 1957.

## Životopis
Narodil se v roce 1906 v Rasoškách. V letech 1920 až 1924 studoval obchodní akademii v Hradci Králové. Posléze se živil jako účetní a cizojazyčný korespondent u několika textilních podniků. Po absolvování Právnické fakulta Univerzity Karlovy, na níž studoval v letech 1927 až 1931, se živil jako advokátní koncipient ve Dvoře Králové a nadále také jako překladatel, přičemž aktivně vyhotovoval překlady různých textů v angličtině, němčině, ruštině, španělštině a francouzštině. Dohromady přitom uměl asi patnáct jazyků. Od roku 1937 pracoval jako vedoucí úředník v Ústřední lihovarské organizaci v Praze, v letech 1938 až 1940 byl zároveň členem její správní rady.

### Po válce
Po konci druhé světové války byl generálním tajemníkem několika společností v lihovarském a drožďářském průmyslu, po znárodnění se stal generálním tajemníkem společností vzniklé sloučením těchto podniků. Krátce po únorovém převratu o tuto funkci nicméně přišel a začal opět působit jako advokátní koncipient. Poté se od června 1950 živil překládáním textů ve strojírenské firmě Konstrukt Praha. Ve firmě byl jako překladatel hodnocen velmi kladně, přičemž měl přístup k řadě neveřejných dokumentů, např. různých manuálů popisujících fungování vojenských zbraní strojů nebo vojenských příruček různého druhu. Se svou ženou měl dva syny, jeden z nich se rovněž jmenoval Václav.

### Odbojová činnost a smrt
V létě 1955 začal spolupracovat s britsko-československou tajnou službou CIO a doktorem a odbojářem Josefem Potočkem poté, co Potočka kontaktoval s žádostí o dovoz léku, který šel sehnat jen na západě (Potoček přitom z titulu své funkce z Československa často cestoval). V rámci své činnosti předával zpravodajské službě i Potočkovi řadu významných informací vojenského, ekonomického a politického charakteru. V červenci 1956 byl však zatčen poté, co byla skupina infiltrována agentem Státní bezpečnosti. Po několika měsících ve vazbě byl v politickém procesu konaném v prosinci 1956 za trestné činy velezrady a vyzvědačství odsouzen k trestu smrti. Ještě téhož prosincového dne zamítl jím podané odvolání Nejvyšší soud. Prezident Antonín Zápotocký navíc odmítl Kvíčerovi udělit prezidentskou milost. Popraven tak byl v lednu 1957. Několik dalších osob bylo v procesu navíc odsouzeno k dlouholetým trestům odnětí svobody. Urna s popelem Kvíčery byla zničena v květnu 1961. Případ ovlivnil další postupy Státní bezpečnosti a soudní proces se skupinou projednával i ÚV KSČ. V roce 1958 byla řada zaměstnanců na manažerských pozicích nucena získat nové prověrky.

#### Rehabilitace
Počátkem 90. let byl rehabilitován. V roce 1997 byla Kvíčerova vdova pozvána na ambasádu Velké Británie v Praze, kde jí velvyslanec vyjádřil soustrast a daroval šeky v hodnotě několika set tisíc korun. V listopadu 2012 mu byla in memoriam udělena Cena Václava Bendy. V září 2014 mu bylo uděleno osvědčení účastníka odboje proti komunismu.